# Nyctemera quadriplaga
Nyctemera quadriplaga är en fjärilsart som beskrevs av Walker 1864. Nyctemera quadriplaga ingår i släktet Nyctemera och familjen björnspinnare. Inga underarter finns listade i Catalogue of Life.